# Tisbintra jonesi
Tisbintra jonesi är en kräftdjursart som beskrevs av Ummerkutty 1960. Tisbintra jonesi ingår i släktet Tisbintra och familjen Tisbidae. Inga underarter finns listade i Catalogue of Life.